# 卡斯爾頓 (伊利諾伊州)
卡斯爾頓（英語：Castleton）是位於美國伊利諾伊州斯塔克縣的一個非建制地區。該地的面積和人口皆未知。

## 地理
卡斯爾頓的座標為41°07′04″N 89°55′41″W / 41.11778°N 89.92806°W，而該地的平均海拔高度為240米（即787英尺）。